# UniSoft
Ne doit pas être confondu avec Ubisoft.
UniSoft est une société américaine se spécialisant dans la conception de logiciels pour la télévision numérique. Autrefois, UniSoft vendait des ports d'UNIX : en particulier, elle a créé UniPlus version 7, un port d'UNIX version 7 pour les stations de travail Sun Microsystems et a porté A/UX et SVR4 pour les processeurs Motorola 68000 et 88000.